# 市長大樓
市長大樓（Torre Mayor）是位於墨西哥首都墨西哥城的一座摩天大樓，高225公尺、55層樓，2003年完工時成為墨西哥第一高樓，現居第七高。市長大樓設計能抵抗規模8.5的地震。

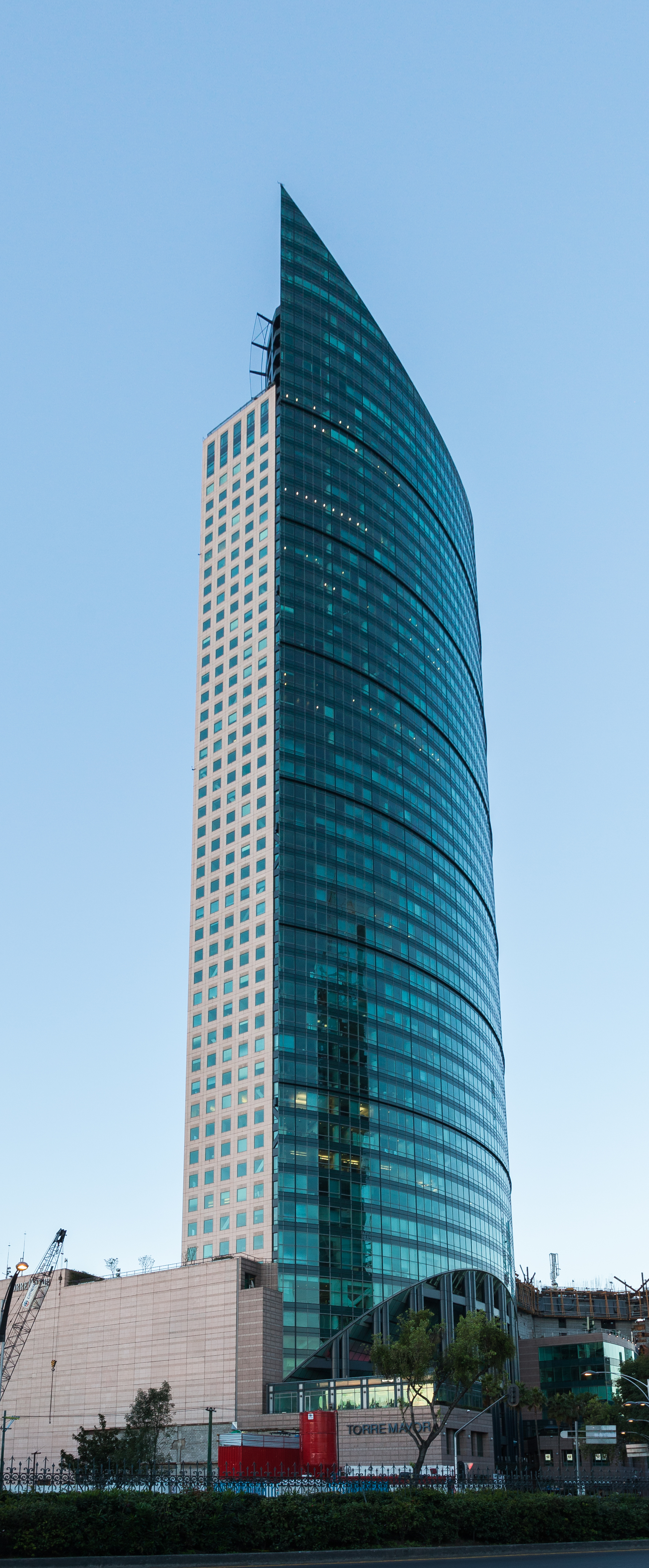
市長大樓